# Magsaysay, Lanao del Norte

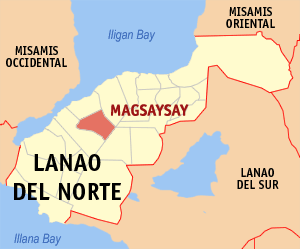
Bản đồ Lanao del Norte với vị trí của Magsaysay

Magsaysay là một đô thị hạng 5 ở tỉnh Lanao del Norte, Philippines. Theo điều tra dân số năm 2007, đô thị này có dân số 12.298 người.

## Các đơn vị hành chính
Magsaysay được chia ra 24 barangay.
| - Babasalon - Baguiguicon - Daan Campo - Durianon - Ilihan - Lamigadato - Lemoncret - Lubo - Lumbac - Malabaogan - Mapantao - Olango | - Pangao - Pelingkingan - Lower Caningag (Perimbangan) - Poblacion (Bago-A-Ingud) - Rarab - Somiorang - Upper Caningag (Taguitingan) - Talambo - Tambacon - Tawinian - Tipaan - Tombador |